# Iván García (plongeon)
Pour les articles homonymes, voir Iván García et García.
Iván Alejandro García Navarro, né le 25 octobre 1993 à Guadalajara, est un plongeur mexicain.

## Carrière
Iván Navarro est porte-drapeau aux Jeux olympiques de la jeunesse d'été de 2010 à Singapour, où il est médaillé de bronze du haut-vol à 10 mètres.
Il plonge depuis 2010 avec Germán Sánchez, avec lequel il remporte cette année-là la médaille d'or du haut-vol synchronisé à 10 mètres aux Jeux d'Amérique centrale et des Caraïbes à Mayagüez. Il obtient aux Jeux panaméricains de 2011 à Guadalajara deux médailles d'or, l'une en haut-vol à 10 mètres individuel et l'autre en synchronisé avec Sánchez.
Aux Jeux olympiques d'été de 2012, Iván García et Germán Sánchez sont médaillés d'argent du haut-vol à 10 mètres synchronisé.
Il remporte avec Germán Sánchez la médaille d'argent au plongeon messieurs à 10 m synchronisé aux Championnats du monde de natation 2015.